# Richard Hoin

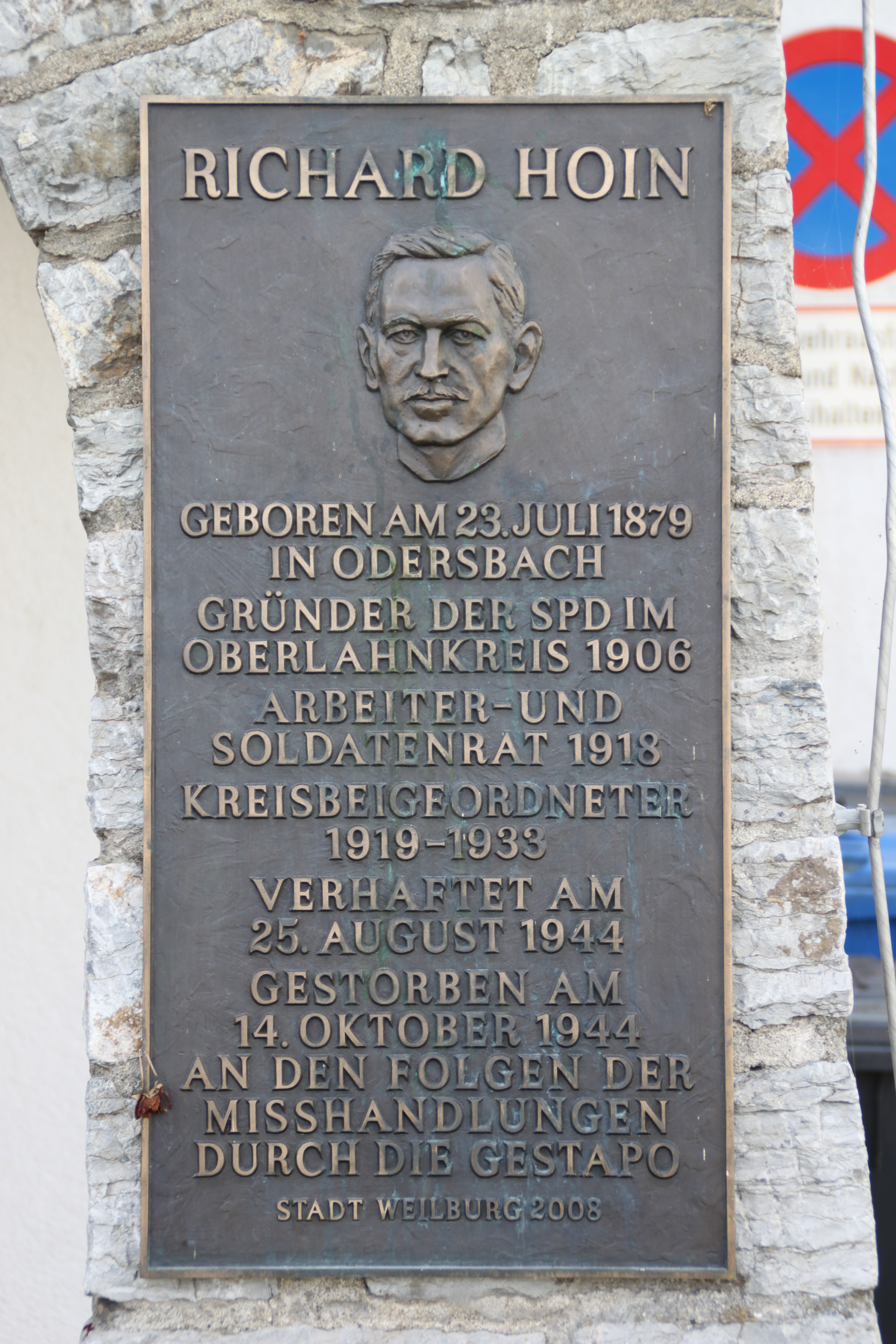
Gedenktafel der Stadt Weilburg für Richard Hoin am Alten Rathaus in Odersbach.

Richard Hoin (* 23. Juli 1879 in Odersbach; † 14. Oktober 1944 ebenda) war ein deutscher Politiker (SPD), der während der Herrschaft der Nationalsozialisten von der Gestapo ermordet wurde.

## Leben
Hoin wurde 1897 Mitglied der Zimmerleutegewerkschaft in Essen. Von 1899 bis 1901 war er Soldat bei den Pionieren in Metz (→ Festung Metz). 1901 wurde er wegen Majestätsbeleidigung zu drei Tagen Haft verurteilt. In der Folgezeit beteiligte er sich am Aufbau der SPD in seinem Heimatkreis.
1906 war er Gründer und Vorsitzender des Sozialdemokratischen Wählervereins für den Kreis Diez, Limburg und Weilburg, der ersten Vereinigung von Sozialdemokraten in dieser Region. Während des Ersten Weltkrieges leistete er den Kriegsdienst als Soldat an der Ostfront. Von Oktober bis Dezember 1918 war er Vorsitzender des Arbeiter- und Soldatenrates des Oberlahnkreises. In dieser Funktion nannte er in einer öffentlichen Volksversammlung, die unter Beteiligung einer  großen Menschenmenge am 17. November 1918 in der Kreisstadt Weilburg stattfand, als politische Ziele die Gründung einer „sozialistischen Republik“ und der „Vereinigten Staaten von Europa“. Seit dem 1. Januar 1919 arbeitete er als hauptamtlicher Parteisekretär der SPD im gemeinsamen Büro mit der Eisenbahnergewerkschaft in Limburg und war zuständig für die Parteiarbeit im Regierungsbezirk Wiesbaden.
Zur Zeit der Weimarer Republik war er „Erster Kreisdeputierter“ des Oberlahnkreises und in dieser Position Stellvertreter des Landrats. Nach der „Machtergreifung“ durch die Nationalsozialisten wurde er am 10. Mai 1933 erstmals verhaftet und nach dem Verbot der SPD im Juni 1933 für längere Zeit arbeitslos. Hoin musste sich zeitweise als Seifenvertreter durchschlagen. Er wurde unter ständige Polizeiaufsicht gestellt und sein Wagen beschlagnahmt.
In der Folge des Attentats vom 20. Juli 1944 wurde er am 26. August 1944 aufgrund einer Denunziation erneut verhaftet und im Zuchthaus Preungesheim inhaftiert. Noch vor dem geplanten Transport nach Dachau wurde er mit schweren Verletzungen entlassen und starb am 14. Oktober an den Folgen der Misshandlungen in der Haft.

## Erinnerung und Gedenken
Hoin wird gemeinsam mit vier weiteren Opfern des NS-Regimes seit dem 20. Juli 1971 auf einer Gedenktafel im Limburger DGB-Haus als Widerstandskämpfer geehrt.
Auch in Odersbach startete die SPD Ende 2007 eine Initiative für eine Gedenktafel zu Ehren Richard Hoins. Diese Gedenktafel wurde im Oktober 2008 von der Stadt Weilburg am ehemaligen Rathaus in Odersbach angebracht.